# Боде, Александр Адольфович
Александр Адольфович Боде (Александр Генрих де Боде; 22 марта 1865, Клинцы, Черниговская губерния — 19 января 1939, пгт Кратово, Московская область) — русский педагог. 
Преподавал словесность в Рыбинске. Считается, что Боде во время Первой мировой войны предположительно сочинил текст песни «Священная война» (официально автором слов этой песни полагается считать Лебедева-Кумача).

## Биография
Родился в дворянской семье с эльзасскими корнями Боде 22 марта 1865 года в посаде Клинцы Черниговской губернии (ныне город, Брянская область). В 1885 году окончил Московскую гимназию; в 1891 — историко-филологический факультет Московского университета. Преподавал древние языки в Лифляндии (Аренсбург, ныне Курессааре) и в Серпуховской гимназии (до 1906 года). Женился на дочери коллежского советника Надежде Ивановне Жихаревой. В 1906 году был переведён учителем русской словесности в Рыбинск. Работал преподавателем русского языка и литературы, латинского и греческого языков в Рыбинской мужской< и женской гимназиях.
Последние годы жизни Александр Боде провёл в семье дочери, Зинаиды Александровны Колесниковой, в подмосковном дачном посёлке Кратово.

Могила А. А. Боде на Быковском кладбище

Умер Александр Адольфович Боде в январе 1939 года, похоронен на 5 участке Быковского кладбища в черте города Жуковский.
Правнук Михаил Юрьевич Боде (1956 г. р.) — художественный критик.
Уважаемый Борис Александрович!
Всегда с большим удовольствием мы слушаем и смотрим по телевизору выступления Краснознамённого имени А. В. Александрова ансамбля песни и пляски Советской Армии. С особенной радостью слушаем «Священную войну».
Большое спасибо Вашему отцу, Александру Васильевичу, и Вам, Борис Александрович, за музыку к этой песне. В дни XXV съезда нашей Коммунистической партии после исполнения концертной программы Вы выступили с воспоминаниями о создании «Священной войны», и для нас стало совершенно ясно и понятно, что В. И. Лебедев-Кумач скрыл от Вас правду о происхождении этой песни. В. И. Лебедев-Кумач не писал песни «Священная война».
Родилась песня «Священная война» в г. Рыбинске на Волге в мировую войну 1914—1917 годов. Написал её учитель русского языка и литературы, латинского и греческого языков Рыбинской мужской гимназии Александр Адольфович Боде — наш отец. Он был умный, образованный человек, окончивший филологический факультет Московского университета, знаток истории, глубокий патриот, с широким пониманием жизни.
1916 год. Кадровый 28 Грохольский полк — на фронте. Казармы полка используются для новых пополнений воинских частей. По параллельным реке Волге прямым и длинным улицам Рыбинска почти круглые сутки маршируют прибывающие на обучение и дальнейшее отправление солдаты — новобранцы, ополченцы.
Прибывают в Рыбинск беженцы-латыши. Они покидают свою землю, селенья, жилища: бегут, спасаясь от аэропланов, поливающих обжигающей, ядовитой жидкостью людей, животных, жилища. Рассказы беженцев-латышей полны ужаса. С фронта привозят бойцов, отравленных газами.
Каждый день дважды — в гимназию и обратно — отец пересекает марширующие улицы. Он остро воспринимает всё, что видит и слышит, волнуется, делится впечатлениями с мамой. В эти тяжёлые, напряжённые дни была написана отцом песня «Священная война». Её слова и музыка родились вместе. Величавые, образные выражения слились воедино с простой, чисто русской мелодией…
Старость свою отец проводил под Москвой. Около него были дети, внуки. Последние годы жизни отец стал говорить о неизбежности войны с Германией. «Чувствую я себя уже слабым, — говорил он, — а вот моя песня, „Священная война“ может теперь ещё пригодиться». Из наших современных песен больше всех нравилась ему «Широка страна моя родная»… Считая В. И. Лебедева-Кумача большим патриотом, отец решил послать ему «на вооружение» свою «Священную войну». Его доброе письмо с вложением слов и мотива песни были отправлены в адрес В. И. Лебедева-Кумача в конце 1937 года. Отец ждал ответного письма, но его не было. В январе 1939 года отец умер в Кратове, в доме, где жил и откуда было послано письмо с песней «Священная война» и откуда и я пишу Вам это письмо.
В 1942 году проездом через Москву на Ленинградский фронт мой сын Андрей — артиллерист, войдя в дом и сняв пилотку, прежде всего спросил: «Мама, ты слышала дедушкину „Священную войну“?» «Да, слышала. Музыка Александра Васильевича Александрова, и это очень правильно. Он дал жизнь всей песне. За это мы ему очень благодарны. А какое могучее звучание! Даже дрожь пробирает!..» — ответила я сыну.
А дальше… оказалось, что В. И. Лебедев-Кумач в одну ночь написал то, что было выношено сердцем и умом патриота-учителя ещё в мировую войну 1914—1917 годов.
Посылая Вам это письмо, мы глубоко убеждены в том, что Вы, Борис Александрович, должны узнать об истинном происхождении песни «Священная война»… Будем Вам, Борис Александрович, благодарны, если Вы ответите на наше письмо. Желаем Вам полного благополучия и успехов в Вашей прекрасной работе и всего только доброго и светлого.
Зинаида Александровна Боде, 
 в замужестве Колесникова

Кроме текста «Священной войны», в воспоминаниях дочери Боде приведён ещё один стихотворный текст, автором которого, по её утверждению, является её отец. Это «Ода», написанная, согласно её воспоминаниям, так же как и «Священная война», в 1916 году. В «Оде» есть строки, перекликающиеся со строфой «Священной войны»: 
Уже тевтонская волна

На месте кружится и стынет.

Настанет время, и она

В бессильной ярости отхлынет.

## Награды
- Орден Св. Станислава 2-й степени
- Орден Св. Станислава 3-й степени
- Орден Св. Анны 3-й степени